# Aldebaran
Aldebaran (arabsko الدَّبَران, dob. 'Sledilec') je zvezda v zodiakalnem ozvezdju Bika. Ima Bayerjevo oznako α Tauri, kar je latinizirano v Alfa Tauri in skrajšano v Alfa Tau ali α Tau. Aldebaran variira v svetlosti od navideznega sija 0,75 do 0,95 in je tako najsvetlejša zvezda v ozvezdju ter (ponavadi) štirinajsta najsvetlejša zvezda na nočnem nebu. Leži na razdalji približno 65 svetlobnih let od Sonca. Zvezda leži vzdolž linije pogleda na bližnjih Hijadah.
Aldebaran je rdeča orjakinja, kar pomeni da je hladnejša od Sonca in ima površinsko temperaturo 3900 K, njen polmer pa je okrog 44-krat večji od Sonca, tako da je več kot 400-krat svetlejša od Sonca. Kot orjakinja se je, potem ko je izčrpala svojo zalogo vodika v jedru, umaknila z glavnega niza na Hertzsprung-Russllovem diagramu. Zvezda se vrti počasi in potrebuje 520 dni za dokončanje rotacije. Aldebaran naj bi gostil planet nekaj kratne velikosti Jupitra, poimenovan Aldebaran b. Sonda Pioneer 10 se premika v splošno smer zvezde in naj bi se ji najbolj približala čez okrog 2 mio let.

## Poimenovanje
Tradicionalno ime Aldebaran izhaja iz arabskega al Dabarān (الدبران), kar pomeni »sledilec«, ker se je zdelo, da sledi Plejadam. Leta 2016 je delovna skupina za imena zvezd (WGSN) Mednarodne astronomske unije potrdila pravilno ime za to zvezdo Aldebaran.
Aldebaran je najsvetlejša zvezda v ozvezdju Bika in ima Bayerjevo poimenovanje α Tauri, latinizirano Alfa Tauri. Ima Flamsteedovo poimenovanje 87 Tauri kot 87. zvezda v ozvezdju, ki ima približno 7. navidezni sij ali svetlejše, razvrščeno po rektascenziji. V Katalogu svetlih zvezd ima števeilko 1457, v Katalogu Henryja Draperja številko 29139 in v Hipparcosovem katalogu številko 21421, ki se najpogosteje uporablja v znanstvenih objavah.
Je variabilna zvezda in je uvrščena v Splošni katalog variabilnih zvezd, vendar je uvrščena s svojo Bayerjevim poimenovanjem in nima posebne številke variabilnih zvezd.
Aldebaran in več bližnjih zvezd je vključenih v katalog dvojnih zvezd, kot je Washingtonski katalog dvojnih zvezd kot WDS 04359+1631 in Aitkenov katalog dvojnih zvezd kot ADS 3321. V Herschelov katalog dvojnih zvezd je vključena kot spremljevalec 11. navideznega sija kot H IV 66 in v Struvov katalog dvojnih zvezd kot Σ II 2 ter kot β 550 v Burnhamov katalog dvojnih zvezd skupaj z zvezdo 14. navideznega sija.

## Opazovanje
Aldebaran je ena od zvezd, ki jih je najlažje najti na nočnem nebu, delno zaradi njegove svetlosti in deloma zaradi tega, ker je v bližini drugega opaznega asterizma. Sledeč trem zvezdam Orionovega pasu v nasprotni smeri od Sirija je prva svetla zvezda Aldebaran. Najlažje viden je ob polnoči med koncem novembra in začetkom decembra.
Zvezda je po naključju na liniji pogleda med Zemljo in Hijadami, tako da izgleda najsvetlejši član odprte zvezdne kopice, vendar je kopica, ki ga sestavlja asterizem v obliki bikove glave več kot dvakrat dlje, okrog 150 svetlobnih let.
Aldebaran je 5.47 stopinj južno od ekliptike in ga lahko Luna okultira. Takšne okultacije se zgodijo, ko je Lunin vozel blizu jesenskega enakonočja. 29. januarja 2015 se je začela serija 49 okultacij, ki je trajala do 3. septembra 2018. Vsak dogodek je bil viden s točk v Severni polobli ali blizu ekvatorja; ljudje v npr. Avstraliji ali Južni Afriki ne morejo nikoli opazovati Aldebaranovih okultacij, ker so predaleč južno od eklptike. Dokaj natančna ocena premera Aldebarana je bila pridobljena ob okultaciji 22. septembra 1978. V 20. letih 21. stoletja je Aldebaran v konjunkciji s Soncem okrog 30. maja vsako leto.
Ima skoraj infrardečo magnitudo J pasa -2,1 in na tej valovni dolžini so svetlejše le zvezde Betelgeza (−2.9), R Doradus (−2.6) in Arktur (−2.2).

## Zgodovina opazovanj
11. marca 509 so v Atenah v Grčiji opazovali lunarno okultacijo Aldebarana. Angleški astronom Edmund Halley je preučeval čas tega dogodka in je leta 1718 zaključil, da je Aldebaran od takrat moral spremeniti pozicijo in se premaknil nekaj kotnih minut bolj proti severu. To, pa tudi opazovanja spreminjajočih se pozicij zvezd Sirij in Arktur, je vodilo v odkritje lastnega gibanja. Na podlagi sodobnih opazovanj se je pozicija Aldebarana v zadnjih 2000 letih spremenila za 7′ ali približno četrtino premera polne lune. Zaradi precesije enakonočij je bilo spomladansko enakonočje 5000 let nazaj blizu Aldebarana. Med 420.000 in 210.000 let nazaj je bil Aldebaran najsvetlejša zvezda na nočnem nebu, najvišjo svetlost pa je dosegel pred 320.000 leti z navideznim sijem −154.
Angleški astronom William Herschel je leta 1782 odkril bledega spremljevalca Aldebarana, zvezdo z 11. magnitudo pri kotni ločitvi 117 kotnih sekund. S. W. Burnham je leta 1888 pokazal, da naj bi bila zvezda bližnja dvojna zvezda, odkril pa je tudi dodatnega spremljevalca 14. magnitude pri kotni ločitvi 31″. Poznejša merjenja lastnega gibanja so pokazala, da se je Herschelov spremljevalec ločil od Aldebarana in tako nista več fizično povezana. Spremljevalec, ki ga je odkril Burnham, pa je izkazoval skoraj točno enako lastno gibanje kot Aldebaran, kar vodi v domneve da obe zvezdi tvorita širok sistem binarnih zvezd.
William Huggins je leta 1864 deloval v svojem zasebnem observatoriju v Tulse Hillu v Angliji in je izvedel prve študije Aldebaranovega spektra, v katerem je odkril linije devetih elementov, vključno z železom, natrijem, kalcijem in magnezijem. Leta 1886 je  Edward C. Pickering v observatoriju Harvard College Observatory uporabil fotografsko ploščo, da je  zajel petdeset absorpcijskih linij v spektru Aldebarana. To je postalo del Draperjevega kataloga, ki je bil objavljen leta 1890. Leta 1887 je fotografska tehnika napredovala do te mere, da je bilo mogoče meriti radialno hitrost zvezde na podlagi Dopplerjevega premika v spektru. Na ta način je bila recesijska hitrost Aledbarana ocenjena na 48 km/s, z uporabo meritev Hermanna Carla Vogla in njegovega asistenta Juliusa Scheinerja, izvedenih v Potsdamskem observatoriju.
Aldebaran so leta 1921 opazovali z interferometrom, pritrjenim na Hookerjev teleskop v Mount Wilson observatoriju, da bi izmerili njegov kotni premer, vendar pri tem niso bili uspešni.
Obsežna zgodovina opazovanj Aldebarana je vodila v to, da je bil vključen na seznam 33 zvezd, izbranih za izhodišče za Gaia odpravo za kalibracijo izpeljanih zvezdnih parametrov. Predhodno je bil uporabljen za kalibracijo instumentov na krovu Hubblovega vesoljskega teleskopa.

## Fizične značilnosti
Aldebaran je označen kot spektralni standard za orjakinjo tipa K5+ III.  Njegov spekter kaže, da je orjakinja, ki se je razvila ločeno od glavnega niza Hertzsprung-Russllovega diagrama po tem, ko je izčrpala ves vodik iz svojega jedra. Zrušitev centra zvezde v degenerirano helijevo jedro je vžgala lupino vodika izven svojega jedra in Aldebaran je zdaj na veji rdečih orjakinj (RGB).
Efektivna temperatura Aldebranove fotosfere je 3910 K. Ima površinsko gravitacijo 1,59 cgs, značilno za orjakinje, vendar okrog 25-krat manjšo od Zemlje in okrog 700-krat manjšo od Sonca. Njegova kovinskost je okrog 30 % manjša od Sončeve.
Meritve satelita Hipparcos in drugih virov umeščajo Aldebaran 65,3 svetlobnih let stran. Astroseizmologija je določila, da je okrog 16 % masivnejši od Sonca, vendar sije 518-krat svetlejše od Sonca zaradi razširjenega polmera. Kotni premer Aldebarana je bil izmerjen velikokrat. Vrednost, ki je bila uporabljena kot del Gaia kalibracija izhodišča je 20.580 ± 0,030 mas. Ima 44-krat večji premer od Sonca, okrog 61 mio kilometrov.
Aldebaran je rahlo spremenljiva zvezda, ki ima počasni nepravilni tip LB. Splošni katalog variabilnih zvezd navaja variacije v navideznem siju med 0,75 in 0,99 na podlagi zgodovinskih poročil. Sodobne študije kažejo na manjši razpon s skoraj nič variacijami. Hipparcosova fotometrija kaže razpon  samo 0,02 magnitude in možno periodo okrog 18 dni. Intenzivna kopenska fotometrija je pokazala variacije do 0,03 magnitude in možno periodo okrog 91 dni. Tudi analiza opazovanj skozi veliko daljše časovno obdobje je ugotovila, da je celoten razpon manj kot 0,01 magnitude in da so variacije nepravilne.
Fotosfera kaže na obilje ogljika, kisika in dušika, kar nakazuj, da je orjakinja šla skoti svojo prvo fazo čiščenja - normalen korak v razvoju zvezde v rdečo orjakinjo, v katerem je material iz globin zvezde s konvekcijo prinesen na površje. Aldebaran zaradi svoje počasne rotacije nima dinama, ki je potreben za ustvaritev korone in tako ni vir rentgenskih emisij. Vendar bi bila lahko majhna velikost magnetnega polja še vedno prisotna v nižji atmosferi zaradi konvekcijskih turbulenc blizu površja. Merjena jakost magnetnega polja Aldebarana je 0,22 G. Kakršnekoli rentgenske emisije s tega območja bi lahko zmanjšala kromosfera, čeprav so bile ultravijolične emisije odkrite v spektru. Zvezda trenutno izgublja maso s hitrostjo (1–1.6)×10−11 M🜨/leto (okrog ena Zemljina masa v 300.000 letih) s svojo hitrostjo 30 km/s. Ta zvezdni veter bi lahko ustvarila šibka magnetna polja v nižji atmosferi.
Nad kromosfero Aldebarana je razširjena molekularna zunanja atmosfera (MOLsfera), kjer je temperatura dovolj hladna, da se oblikujejo molekule plina. To območje leži okrog 2,5-krat od polmera zvezde in ima temperaturo okrog 1500 K. Ta spekter razkriva linije ogljikovega monoksida, vode in titanovega oksida. Izven MOLsfere se zvezdni veter še naprej razširja, dokler ne doseže meje terminalnega šoka z vročim, ioniziranim medzvezdno snovjo, ki dominira lokalni mehurček in oblikuje približno spektralno astrosfero s polmerom okrog 1000 astronomskih enot, osredotočeno na Aldebaran.

## Vizualni spremljevalci
Na nebu izgleda blizu Aldebarana pet bledih zvezd. Te komponente dvojnih zvezd so dobile velike tiskane oznake večinoma po vrstnem redu njihovega odkritja, z oznako A za primarno zvezdo. Nekatere značilnosti teh komponent, vključno z njihovo pozicijo relativno na Aldebaran, so prikazane v tabeli.
| α Tau | Navidezni sij | Kotna ločitev (″) | Pozicijski kot (°) | Leto | Paralaksa (masa) |
| ----- | ------------- | ----------------- | ------------------ | ---- | ---------------- |
| B     | 13,60         | 31,60             | 113                | 2007 | 473417±01055     |
| C     | 11,30         | 129,50            | 32                 | 2011 | 191267±04274     |
| D     | 13,70         | N/A               | N/A                | N/A  | N/A              |
| E     | 12,00         | 36,10             | 323                | 2000 |                  |
| F     | 13,60         | 255,70            | 121                | 2000 | 01626±00369      |

Nekatere raziskave, npr. Gaia Data Release 2, so pokazale, da bi lahko Alfa Tauri B imela približno enako lastno gibanje in paralakso kot Aldebaran in bi tako lahko bil fizični binarni sistem. Te meritve so težke, saj dim B komponente delujejo blizu svetle primarne zvezde in je stopnja natančnosti premajhna, da bi ustvarilo (ali preprečilo) fizično razmerje med dvema. Zaenkrat niti B komponenta, niti karkoli drugega ni nedvoumno pokazalo, da bi bilo fizično povezano z Aldebaranom. Spektralni tip M2,5 je bil objavljen za Alfa Tauri B.
Alfa Tauri CD je binarni sistem s komponentama C in D, ki sta gravitacijsko povezana in orbitirata drug okrog drugega. Ti soorbitirajoči zvezdi sta dokazano locirani veliko dlje od Aldebarana in sta članici zvezdne kopice Hijade. Kakor ostale zvezde v kopici nista na noben način fizično povezani z Aldebaranom.

## Planetarni sistem
Leta 1993 so meritve radialne hitrosti Aldebarana, Arkturja in Poluksa pokazale, da Aldebaran izkazuje oscilacijo radialne hitrosti dolge periode, kar bi lahko bilo interpretirano kot zvezdni spremljevalec. Meritve Aldebarana implicirajo spremljevalca z minimalno 11,4-krat večjo maso od Jupitra in 643 dni dolgo orbito pri separaciji 2,0 astronomskih enot (300 Gm) v rahlo ekscentrični orbiti. Toda vse tri preučevane zvezde so pokazale podobne oscilacije in tako podobne mase spremljevalcev in avtorji so zaključili, da je variacija verjetno neločljiva od zvezde in ni posledica gravitacijskega učinka spremljevalca.
Leta 2015 je raziskava pokazala stabilni dolgoročni dokaz za tako planetarnega spremljevalca, kot tudi zvezdno dejavnost. Astroseizmična analiza rezidualov ustreznosti planeta je določila, da ima Aldebaran minimalno maso 5,8 ± 0,7 Jupitrove mase in da bi, takrat ko je bila zvezd na glavnem nizu, lahko dala temu planetu podobne ravni obsevanja in tako mogoče tudi temperature, kot jih ima Zemlja. To bi lahko planet in katere od njegovih lun lahko umestilo v naselitveno območje. Nadaljnja raziskava iz leta 2019 je ugotovila, da so dokazi za obstoj planetov neodločilni.

## Etimologija
Aldebaran je bil prvotno v arabščini نَيِّر اَلدَّبَرَان (Nayyir al-Dabarān), kar pomeni svetli sledilec, saj sledi Plejadam; Arabci so včasih uporabljali ime al-Dabarān za vse Hijade. Uporablja se veliko različnih prevodov, trenutni Aldebaran je postal standardni razmeroma pred kratkim.